# Brzeće
Brzeće (Servisch cyrillisch Брзеће) is een plaats in de Servische gemeente Brus. De plaats telt 258 inwoners (2002).